# Вотергейтський скандал

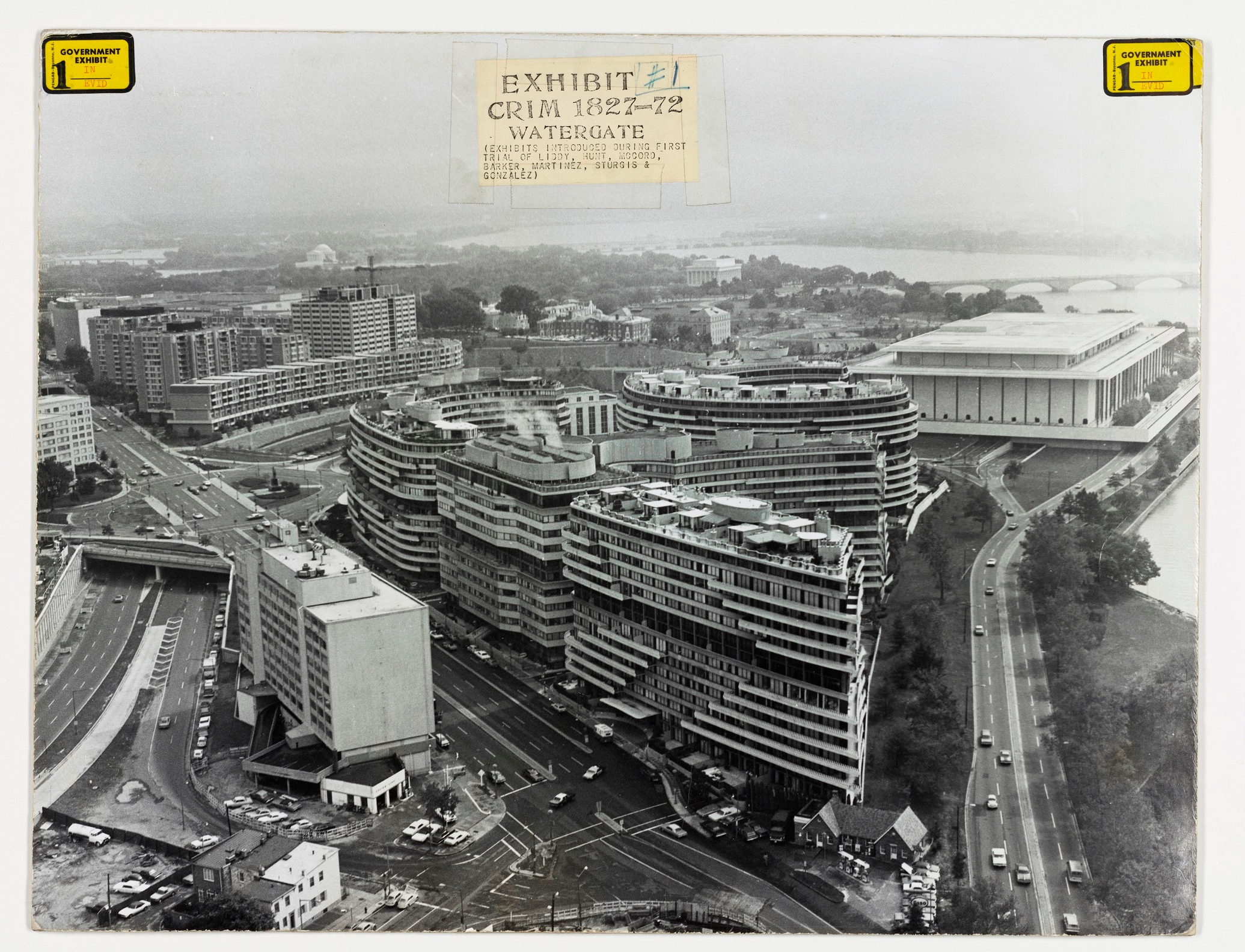
Готель «Вотергейт»

Вотергейтський скандал (англ. Watergate scandal) — політичний скандал у США 1972—1974, що закінчився відставкою президента країни Річарда Ніксона, єдиною в історії США відставкою президента. Скандал виник через постійні спроби адміністрації Ніксона приховати свою причетність до злому штаб-квартири Національного комітету Демократичної партії у Вашингтоні.

## Інцидент у «Вотергейті»
17 червня 1972 (за чотири місяці до президентських виборів 1972, на яких кандидата від республіканської партії Річарда Ніксона було переобрано на другий термін) у штабі кандидата в президенти від демократичної партії Джорджа Макговерна, розташованому у вашингтонському комплексі «Вотергейт», було затримано 5 осіб, які незаконно проникли в готель. Вони налаштовували прослуховувальну апаратуру, і, за деякими даними, фотографували внутрішні документи штабу демократів.
Дотепер не доведено зв'язок саме цього інциденту з адміністрацією Ніксона. Відомо, що в нього дійсно були плівки з нелегально записаними переговорами демократів, але те прослуховування завідомо не мало відношення до готелю «Вотергейт». Разом із тим, громадськість цікавило не тільки те, чи стояв Ніксон за конкретною групою з п'яти шпигунів, але й те, як він і його штаб реагували на події постфактум — зокрема й із точки зору об'єктивного їхнього розслідування.

## Розслідування
У розслідуванні червневого інциденту й у супутній суспільній кампанії проти президента, що тривали понад два роки, були періоди активності й затишшя. Кінець 1972 року, що ознаменувався тріумфальним переобранням Ніксона на другий термін, був для нього відносно спокійний.
17 червня 1972 року було заарештовано членів групи «водопровідників» із адміністрації Ніксона, причетних до незаконного підслуховування. Групу співробітників спецслужб так охрестили в пресі за те, що вони встановили підслуховувальну апаратуру в передвиборчому штабі демократів, розташованому у вашингтонському готелі «Вотергейт», що призвело до інформаційних «витоків». У січні 1973 року розпочався суд над шпигунами, що проникли у «Вотергейт». У березні було сформовано сенатську комісію з Вотергейту, і судові слухання стали передавати по телебаченню на всю країну; вважається, що 85 % тодішніх громадян США переглянули хоча б одне засідання. Паралельно, з ініціативи демократів почалася низка розглядів діяльності інших чиновників республіканської адміністрації, пов'язаних не лише з прослуховуваннями або схожою діяльністю. Консультанта Білого дому Говарда Ганта суд визнав «технічним» організатором прослуховування й засудив його до 33 місяців ув'язнення.
У серпні Ніксон відмовився надати прокуратурі коментарі щодо системи урядового аудіоконтролю і записані в овальному кабінеті плівки, що документують розмови Ніксона з помічниками (про існування цих записів стало відомо суду зі свідчень деяких чиновників). Президент також наказав генеральному прокуророві Річардсону звільнити прокурора Кокса, що зробив такий запит. Річардсон відмовився підкоритися Ніксону й пішов у відставку разом зі своїм заступником у жовтні; ці відставки стали відомі як «суботня різанина». Це різко негативно позначилося на авторитеті президента. Тим часом ряд розслідувань, що торкнулися адміністрації Ніксона, дійшов і до його віце-президента Спіро Агню, що також подав у відставку в жовтні 1973 (у фінансовій справі, не пов'язаній із Вотергейтом).
6 лютого 1974 Палата представників США ухвалила розпочати процедуру імпічменту Ніксона, але й тут Ніксон упирався у небажанні пред'являти слідству наявні в нього плівки, посилаючись на привілей виконавчої влади. Однак Верховний суд США у липні 1974 одноголосно визнав, що в президента немає таких привілеїв, і наказав йому негайно видати плівку прокуратурі.
Роль ЗМІ у виникненні й розвитку скандалу можна вважати визначальною. Американський дослідник Самуель Гантінгтон у доповіді, складеній для створеної в 70-х роках Тристоронньої комісії писав: «У двох найдраматичніших внутрішньополітичних конфліктах преса періоду Ніксонівської адміністрації — конфліктах, викликаних опублікуванням документів Пентагона й Вотергейтом, — засоби масової інформації країни кинули виклик і завдали поразки главі виконавчої влади. Преса, фактично, зіграла провідну роль у тому, що дотепер не вдавалося жодному окремо взятому інституту, угрупованню або комбінації інститутів у американській історії — позбавити свого поста президента, що був вибраний менше двох років тому, домігшись підтримки більшості, що стала одною з найзначніших в американській історії».

## Фінал

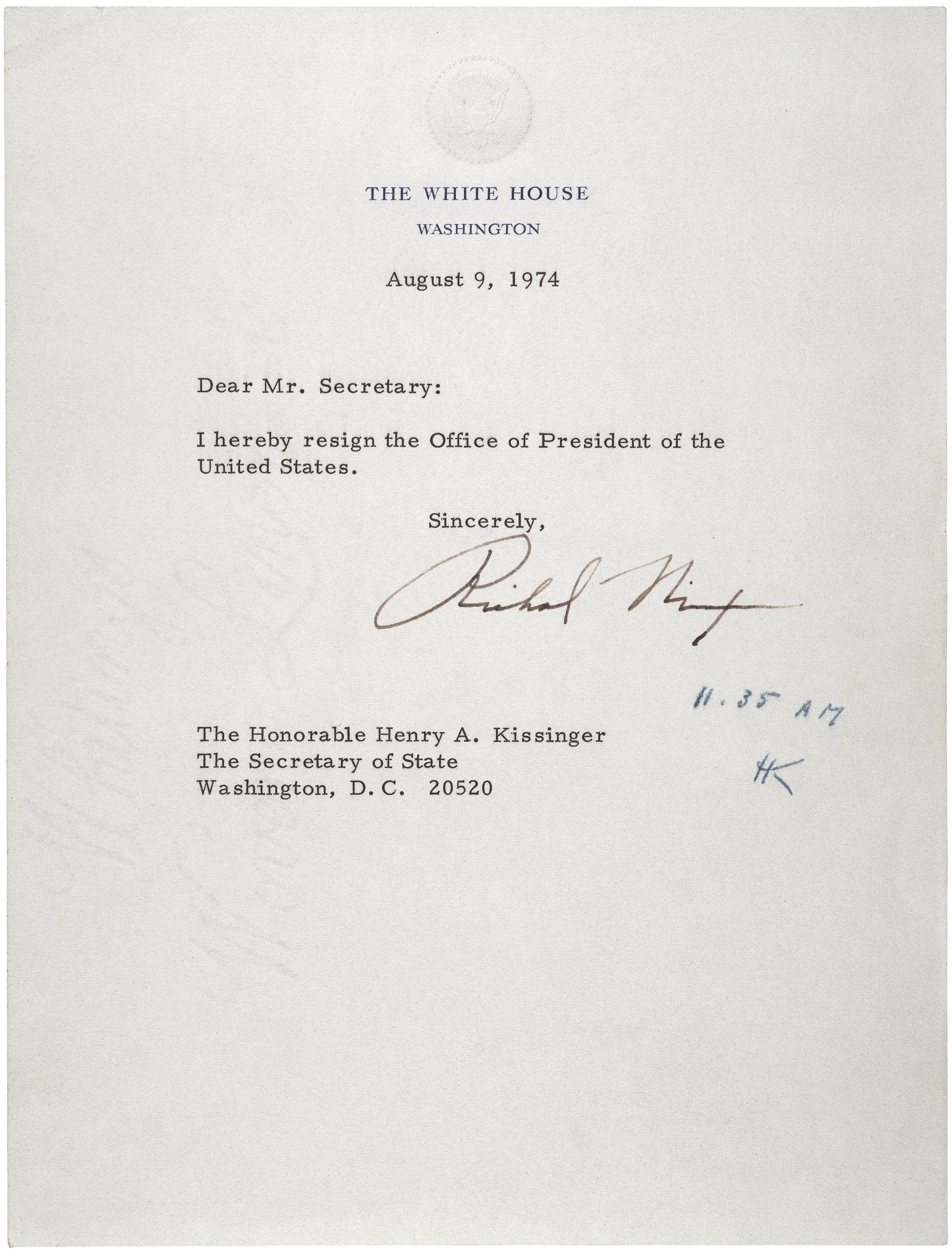
«Високоповажному Генрі А. Кісинджеру, Державному секретареві. Шановний Державний секретар! Цим я покидаю посаду президента Сполучених Штатів. З повагою, Річард Ніксон. 9 серпня 1974»

5 серпня, уже після того, як висновок з імпічменту було підготовлено до передачі в Сенат США, за рішенням Верховного суду розголосові були піддані раніше невідомі касети, записані 23 червня 1972, через усього кілька днів після інциденту у Вотергейті. На них Ніксон обговорює з начальником свого апарату Холдменом Вотергейтську історію, називає її димучою рушницею (smoking gun) і далі обговорює, як перешкодити розслідуванню за допомогою ЦРУ й ФБР. Після цієї публікації навіть для найфанатичніших захисників Ніксона стало безсумнівним те, що президент із самого початку подій намагався перешкодити правосуддю в особистих і партійних інтересах; імпічмент став вирішеною справою. Республіканці-сенатори, що раніше готувалися голосувати в Сенаті за Ніксона, після публікації плівок один за одним заявляли йому, що підтримають обвинувачення за всіма пунктами.
8 серпня 1974, перед загрозою невідворотного імпічменту, Ніксон у своїй офіційній телевізійній промові заявив, що наступного дня іде у відставку. Після цього президентом став новий віце-президент Джеральд Форд, за 9 місяців до того призначений Конгресом замість Агню. «Наш довгий національний кошмар закінчився», сказав Форд. Він амністував Ніксона «за всі злочини, які той міг вчинити», на що мав право, тому що імпічмент ще не починав розглядатися в Сенаті.
Ряд найближчих соратників Ніксона були, однак, віддані судові. Холдмен, начальник його штабу й співрозмовник президента на скандальній плівці, був 1 січня 1975 року засуджений за змову й перешкоджання правосуддю й відбув півтора року тюремного ув'язнення.

## Вплив

### Символічне вживання
Слово «Вотергейт» увійшло в політичний словник багатьох мов світу в значенні скандалу, що призводить до краху кар'єри глави держави. Останній склад у назві готелю — ґейт — став суфіксом, використовуваним для назви нових скандалів, порівн. Іранґейт при Рейгані, Монікаґейт або зіперґейт (від зіпер — «блискавка») при Клінтоні, Кучмаґейт (див. Справа Ґонґадзе), Моджиґейт, Рахатґейт у Казахстані, Панамаґейт (витік конфіденційної інформації юридичної фірми Mossack Fonseca). Відомий дизельґейт — афера концерну Volkswagen, суть якої полягає в тому, що в автомобілях компанії вмонтовували нелегальне програмне забезпечення, щоб обійти місцеві стандарти захисту середовища. Під час стендових перевірок вмикалися фільтри, які змінювали режим роботи двигуна й суттєво знижували рівень викиду шкідливих газів. При звичайному використанні двигуна під час руху пристрій вимикав фільтри, і викиди шкідливих речовин багаторазово перевищували допустимі норми. Стів Джобс (exCEO Apple Inc.) «роздуту» проблему із прийманням сигналу на iPhone 4 у своїй доповіді на пресконференції, присвяченій цьому приводові, назвав антенаґейтом. В Україні поняття набуло широкого вжитку в результаті політичного скандалу «Ваґнерґейт», пов'язаного з підозрою щодо зриву спецоперації українських спецслужб адміністрацією Володимира Зеленського.

### У мистецтві
Через два роки після відставки Ніксона (в 1976 році) режисер Алан Дж. Пакула зняв фільм «Вся президентська рать» з Дастіном Гофманом і Робертом Редфордом у головних ролях (Гофман грав Карла Бернстайна, а Редфорд — Боба Вудворда). У написанні сценарію брали участь обидва журналісти, що розкопали «Вотергейт». Фільм отримав чотири Оскари: за найкращу чоловічу роль другого плану, найкращий адаптований сценарій, найкращі декорації й найкращий звук.
У 1978 році була видана книга The Nixon Interviews. Frost/Nixon. «Frost/Nixon. Behind the Scenes of the Nixon Interviews» (HarperCollins), автором якої був журналіст Девід Фрост, який інтерв'ював Річарда Ніксона.
У 1995 році Олівер Стоун створив фільм «Ніксон», у головній ролі знявся Ентоні Гопкінс.
В 1999 році вийшов фільм-комедія Dick («Подруги президента» у Росії) про події Вотергейта. Сюжет заснований на припущенні, що головний інформатор у справі, «Глибоке горло», це дві школярки, що передали запис розмов Ніксона двом репортерам.
У 2006 році за мотивами Вотергейтської справи 1972—1974 р. і драматичного зізнання Ніксона в 1977 році була поставлена п'єса «Фрост проти Ніксона» (англ. Frost/Nixon).

У 2008 році за п'єсою був поставлений фільм «Фрост проти Ніксона», де висвітлюється ексклюзивне інтерв'ю Ніксона Девіду Фросту, британському журналісту. Фільм у 2009 році отримав премію BAFTA.
У фільмі «Форрест Ґамп» є епізод, у якому Форрест послужив причиною розгортання скандалу: він побачив, як в одному з номерів готелю орудує група людей, які йому виглядали на електриків. Після дзвінка Форреста до адміністрації готелю зі скаргою на неможливість заснути через яскраве світло ліхтариків «електриків», та наступного дзвінка в поліцію і затримки порушників, почалися події, що призвели до відставки президента.
У фільмі «Хранителі» (2009) дія відбувається в альтернативній історії, де Ніксон благополучно пережив «Вотергейт» і послідовно обирався на кілька президентських строків; журналісти Washington Post Бернстайн і Вудворд у фільмі були вбиті одним із персонажів —"Хранителів", не встигнувши роздути скандал.
У 2017 році HBO презентувало документальний фільм «Журналіст: Життя Бена Бредлі», який розказує про життя виконавчого редактора, який працював над висвітленням у «Washington Post» Вотергейтського скандалу.
Також у 2017 році вийшов фільм Пітера Ландесмана Вотергейт: Падіння Білого дому з Ліамом Нісоном, Даян Лейн у головних ролях. Фільм обігрує історію агента ФБР Марка Фелта, який став джерелом інформації для репортерів видання «The Washington Post» Боба Вудворда і Карла Бернстайна, що висвітлювали скандал «Вотергейт».

## Нові факти
Журналісти The New York Times в 1972 році необачно проґавили сюжет, що приніс славу їхнім колегам із The Washington Post. Два колишні співробітники The New York Times вирішили розповісти, що сталося, через 37 років.
У червні 1972 року група зломників, імовірно пов'язаних із адміністрацією Ніксона, проникла у штаб демократичного кандидата в президенти Джорджа Макговерна у столичному готелі «Вотергейт». Зловмисників затримали на місці, але по Ніксону скандал вдарив значно пізніше, вже після його перемоги на виборах-1972.
Як з'ясовується, усього через два місяці після злому репортер The New York Times Роберт Сміт (Robert M. Smith) отримав від виконувача обов'язків директора ФБР Патріка Ґрея (L. Patrick Gray) «вибухонебезпечну інформацію». Зокрема, Ґрей говорив про провину колишнього генпрокурора Джона Мітчела (John N. Mitchell) і натякнув на роль Білого дому.
Сміт негайно вирушив у вашингтонське бюро газети й доповів про отримані дані редактору Робертові Фелпсу (Robert H. Phelps). Фелпс усе ретельно записав, а Сміт наступного дня почав викладати в школі права Йеля, і Вотергейтською справою більше займатися не міг. Більше трьох десятиліть Сміт не розповідав про те, що трапилося, але вирішив порушити мовчання, коли довідався, що Фелпс розповів про одержання інформації від Ґрея у своїх мемуарах.
У період після отримання «наміток» від Ґрея вашингтонське бюро The New York Times займалося національним з'їздом республіканців, а потім Фелпсу довелося поїхати у відрядження на Аляску. Чому скандальні дані так і не були опубліковані, він не знає. У своїх спогадах колишній редактор пише, що розпитав колег, але ті не мали якихось пояснень.
Головну роль у висвітленні Вотергейтської справи зіграли репортери The Washington Post Карл Бернстайн (Carl Bernstein) і Боб Вудворд (Bob Woodward), що отримували інформацію від урядового джерела, особа якого довгий час ховалася за псевдонімом «Глибоке горло». У 2005 році з'ясувалося, що «глибоким горлом» (Deep Throat) був Марк Фелт (Mark Felt), що був заступником Ґрея у ФБР. Після цього Ґрей заявляв, що Фелт йому заздрив і зв'язався з журналістами через бажання нашкодити начальникові.